# Filippo Timi
Filippo Timi (Perugia, 27 febbraio 1974) è un attore, regista, scrittore e drammaturgo italiano.

## Biografia

### Teatro
Ha iniziato la sua carriera teatrale con la compagnia perugina Carthago Teatro sotto i consigli del regista Mehdi Kraiem.
Ha lavorato al Centro per la Sperimentazione e la Ricerca teatrale di Pontedera, con Dario Marconcini, in Paolo di Tarso; con Cesare Ronconi del Teatro Valdoca di Cesena in Fuoco Centrale ed Ero bellissimo, avevo le ali; con Robert Wilson in G.A. Story; ha partecipato allo studio preparatorio condotto da Pippo Delbono per lo spettacolo La Rabbia.
Con il maestro Bruno De Franceschi si dedica agli studi sulla voce: flautofonia e canto armonico; lavora sul corpo e partecipa ai workshop di Teatrodanza con Julie Anne Stanzak, del Tanztheater Wuppertal di Pina Bausch, con la Compagnia di danza contemporanea di Sosta Palmizi e Raffaella Giordano; lavora per il teatro con Danio Manfredini e Davide Enia, studia scrittura teatrale con Renata Molinari e Mariangela Gualtieri.
Nel 1996, con l'attore Silvano Voltolina e lo scenografo Giacomo Strada, fonda Bobby Kent & Margot, collettivo teatrale che sviluppa ricerche sul rapporto tra corpo e spazio ispirate alle riflessioni di Pavel Florenskij.
Nello stesso anno inizia la collaborazione con Giorgio Barberio Corsetti, nella sua compagnia teatrale, dove è primo attore in numerose produzioni tra cui Woyzeck nel 2001, nel quale interpreta il soldato Franz Woyzeck, l'«eroe proletario che dà il titolo al capolavoro di Georg Büchner»; nel 2004 è in Paradiso – riscrittura di Paradiso perduto di John Milton – interpretando Satana e in Metafisico cabaret, «nel ruolo di un acrobatico capocomico glitter sui tacchi alti».
In teatro è stato diretto anche da Anton Milenin, Paola Rota e Massimo Giovara, Elio De Capitani, Aleksandr Popowski e Laurent Pelli. Nel 2005 debutta al teatro India di Roma, per la regia di Giorgio Barberio Corsetti, con La vita bestia, adattamento teatrale da lui stesso curato del suo primo romanzo Tuttalpiù muoio. La rielaborazione è stata preceduta da un laboratorio-seminario tenuto al teatro Ateneo dell'Università degli Studi "La Sapienza" di Roma.
Nel 2009 è autore, con Stefania De Santis, de Il popolo non ha il pane? Diamogli le brioche, prosa teatrale che lo vede regista e principale interprete nel ruolo di Amleto.
Lo spettacolo, riproposto per oltre due anni nei teatri di tutta Italia, con continue variazioni sceniche e testuali, fa registrare ovunque il "tutto esaurito" e lo consacra tra gli attori e autori di teatro italiani più stimati da critica e pubblico.
Nel marzo 2011 è in scena, al teatro Franco Parenti di Milano, con lo spettacolo da lui scritto, diretto e interpretato: Favola. C'era una volta una bambina, e dico c'era perché ora non c'è più.
Le numerose repliche milanesi sono solo l'anteprima di una tournée che, dopo il debutto a Roma (tra novembre e dicembre 2011) e il ritorno nel teatro milanese della regista Andrée Ruth Shammah (tra dicembre 2011 e gennaio 2012), porterà lo spettacolo in molte città d'Italia nel corso del 2012, replicando il successo ottenuto con Il popolo non ha il pane? Diamogli le brioche.
Un mese prima, circa, del debutto, ha condotto una Master class con gli allievi del teatro scuola Paolo Grassi di Milano. Nel luglio 2011 presenta  – nell'ambito del Festival dei due Mondi di Spoleto – la prima teatrale di Giuliett'e Romeo. M'engolfi 'l core, amore, riduzione in volgare perugino dell'opera di William Shakespeare e da lui scritta, diretta e interpretata.
Nel 2012 è protagonista della stagione estiva SummerTimi del teatro Franco Parenti di Milano, dove ripropone gli spettacoli Amleto² (nuova edizione de Il popolo non ha il pane? Diamogli le brioche, ora prodotto dal Franco Parenti stesso e dal Teatro stabile dell'Umbria), Favola. C'era una volta una bambina, e dico c'era perché ora non c'è più e Giuliett'e Romeo. M'engolfi 'l core, amore.
Al Torino Film Festival del 2012, fuori concorso, è stata presentata la trasposizione cinematografica di Amleto² con regia televisiva di Felice Cappa.
Il 27 febbraio 2013 debutta al teatro Franco Parenti di Milano con la personale versione del Don Giovanni, con il sottotitolo vivere è un abuso, mai un diritto.
A marzo 2014, sempre al teatro Franco Parenti di Milano, debutta il nuovo spettacolo teatrale Skianto, sempre nella veste di scrittore e protagonista, prodotto dal teatro Parenti e dal teatro Stabile dell'Umbria.
In oltre quindici anni di attività teatrale è stato Orfeo, Danton, Perceval, Satana, Odino, Woyzeck, Amleto, Mrs Fairytale (una donna americana degli anni '50), Cupido e Don Giovanni.

### Cinema
I suoi esordi cinematografici lo vedono protagonista di alcune pellicole surreali (Ottarde di Giacomo Oliva, Lorenzo Feligioni, Pietro Zanchi e Sara Lanzi: cortometraggio del 1995, vincitore nell'anno successivo della rassegna concorso della Fondazione Umbria Spettacolo, che mette in scena, in uno spazio claustrofobico, una sorta di danza amorosa di un uomo-uccello per la conquista di sé, del proprio corpo e della libertà), oniriche (Il tocco degli angeli, corto di Katia Assuntini del 1998, dove la consegna di un pacco affidata a un giovane postino segna l'inizio di un viaggio tra realtà e sogno, tra presente e passato), evocative (Virtus F.C., corto del 1998 di Roberto Costantini e Luca Labarile, che ambienta all'interno di uno spogliatoio, durante l'intervallo di una partita di calcio amatoriale, un piccolo grande dramma, sportivo e umano).
Nel 1999 è nel cast di In principio erano le mutande, dell'esordiente regista Anna Negri, dove è Tasca, l'amico-confidente di Imma, interpretata da Teresa Saponangelo; nel 2001 veste i panni del ballerino Nico nel film 500! di Giovanni Robbiano, Lorenzo Vignolo e Matteo Zingirian; nel 2002 partecipa al film drammatico Aprimi il cuore dell'esordiente Giada Colagrande, e nel 2005, al fianco di Ignazio Oliva, Anita Caprioli, Marina Remi, interpreta uno stravagante tecnico di videomontaggio nel film Onde, opera prima di Francesco Fei. Nel 2006 è nel film drammatico Transe della regista portoghese Teresa Villaverde.
A fine anni novanta comincia il sodalizio artistico con Tonino De Bernardi, regista di cinema indipendente e di sperimentazione. Con il cineasta underground, dal 1999 al 2004, gira molti film, ma è soprattutto con il personaggio di Antonello Rosatigre (in Rosatigre del 2000 e in Fare la vita del 2001), un travestito giocoliere, ballerino, musicista e cantante, maschera malinconica e ribelle in lotta contro l'emarginazione, che Filippo Timi interpreta al meglio la poetica del regista torinese, cantore di passioni e solitudini estreme, un «vitale e atipico teppista dei sentimenti».
Nel 2006 è nel cast del film Saturno contro di Ferzan Özpetek, nel ruolo del poliziotto Roberto, marito di Neval, interpretata dalla caratterista turca Serra Yılmaz; poi è protagonista dell'intenso cortometraggio di Matteo Rovere, Homo homini lupus – vincitore del Nastro d'argento 2007 per il cortometraggio –, che racconta le ultime ore di vita di un partigiano. Nel 2007 è il seminarista tormentato e ribelle Zanna nel film di Saverio Costanzo In memoria di me; in Signorina Effe di Wilma Labate interpreta Sergio, giovane operaio militante che partecipa allo storico sciopero del 1980 contro i licenziamenti della FIAT.
Nel 2008 ne I demoni di San Pietroburgo di Giuliano Montaldo veste i panni del visionario Gusiev, che rivelerà al protagonista, il celebre scrittore Fëdor Michajlovič Dostoevskij, il nome del responsabile dell'attentato a un membro della famiglia dello Zar. Sempre nel 2008 è protagonista, con il giovane Alvaro Caleca e con Elio Germano, del film Come Dio comanda di Gabriele Salvatores (tratto dall'omonimo libro di Niccolò Ammaniti), dove interpreta l'operaio disoccupato e violento Rino Zena, che cerca di crescere il figlio quattordicenne Cristiano insegnandogli «l'odio con tanto amore». Dall'esperienza del set cinematografico diretto dal regista napoletano nasce il suo terzo libro, Peggio che diventare famoso.
Nel 2009 interpreta il doppio ruolo di Benito Mussolini e di suo figlio Benito Albino ("Benitino"), avuto da Ida Dalser prima del matrimonio con Rachele, in Vincere di Marco Bellocchio, unico film italiano in concorso al Festival di Cannes del 2009. Il film e l'interpretazione di Filippo Timi e Giovanna Mezzogiorno (nel ruolo dell'infelice, prima "moglie" del Duce, sedotta, poi ripudiata e infine fatta internare in manicomio) ottengono apprezzamenti anche all'estero.
Sempre nel 2009 è protagonista – nel ruolo di Guido – in coppia con Ksenia Rappoport, del thriller noir La doppia ora, che vede il regista Giuseppe Capotondi all'esordio cinematografico. Il film è presentato in concorso alla Mostra Internazionale d'Arte Cinematografica di Venezia e conferma Filippo Timi come uno degli attori emergenti più interessanti del cinema italiano. Nel 2010 partecipa con un piccolo ruolo al cast di The American (il cui protagonista è George Clooney), per la regia di Anton Corbijn; nello stesso anno veste i panni di un inquietante clown nel film La solitudine dei numeri primi di Saverio Costanzo, con il quale ha anche collaborato per la sceneggiatura.
A gennaio 2011 è di nuovo al cinema con Vallanzasca - Gli angeli del male, di Michele Placido, dove interpreta il controverso Enzo, amico d'infanzia del bandito milanese. L'uscita del film, presentato fuori concorso alla 67ª Mostra Internazionale d'Arte Cinematografica di Venezia 2010, è stata preceduta da molte polemiche e da un acceso dibattito sulla legittimità artistica e morale di un'opera incentrata su un eroe negativo come il bel René.
Il 2011 si chiude con Filippo Timi interprete di numerosi film: Quando la notte, a fianco di Claudia Pandolfi e diretto da Cristina Comencini, in concorso alla 68ª Mostra Internazionale d'Arte Cinematografica di Venezia 2011; Missione di pace, opera prima di Francesco Lagi, presentato, fuori concorso, alla Mostra di Venezia 2011, all'interno della rassegna Settimana internazionale della Critica; Ruggine, tratto dal romanzo di Stefano Massaron, per la regia di Daniele Gaglianone (presentato alla Mostra di Venezia 2011, nella sezione Giornate degli Autori); Piazza Garibaldi, documentario di Davide Ferrario (presentato alla Mostra di Venezia 2011, nella sezione Controcampo italiano), dedicato al 150º anniversario dell'Unità d'Italia.
Sempre nel 2011 partecipa al set cinematografico di Asterix & Obelix al servizio di Sua Maestà, lungometraggio tratto dal celebre fumetto di René Goscinny e Albert Uderzo e diretto da Laurent Tirard. Partecipa poi all'opera prima di Matteo Pellegrini Italian Movies presentato al Festival Internazionale del Film di Roma 2012 (distribuito nelle sale soltanto nel luglio 2013), e interpreta la sua prima commedia brillante, con Fabio De Luigi e Claudia Gerini, Com'è bello far l'amore, per la regia di Fausto Brizzi.
Nel 2012 lavora anche in Francia, per il film Un castello in Italia, presentato in concorso al Festival di Cannes 2013, diretto da Valeria Bruni Tedeschi dove interpreta Ludovic. 
Ancora nel 2012, nel film Come il vento di Marco Simon Puccioni, è il marito di Armida Miserere, interpretata da Valeria Golino, una delle prime donne direttrici di carcere morta suicida.
Nel 2013 è protagonista del film I corpi estranei di Mirko Locatelli, nel ruolo di Antonio, padre di Pietro, un bambino malato.
Debutta anche al doppiaggio, dando la voce all'antagonista Bane, interpretato da Tom Hardy, nel film Il cavaliere oscuro - Il ritorno, e al padre di Malala in Malala. Presta la voce anche al mammut Manfred nei film d'animazione L'era glaciale 4 - Continenti alla deriva e L'era glaciale - In rotta di collisione, prendendo così il posto di Leo Gullotta, doppiatore storico di Manny nei primi tre film della saga.

### Scrittura
Nel 2006 esce il suo primo libro, Tuttalpiù muoio – scritto con Edoardo Albinati –, un romanzo di formazione parzialmente autobiografico (protagonista è il giovane Filo di Ponte San Giovanni, paese alle porte di Perugia) dal cui soggetto ha tratto e interpretato l'adattamento teatrale La vita bestia. L'inquieto, istrionico, tormentato protagonista del libro, le sue coraggiose sfide agli ostacoli della vita –
che affronta con inesauribile e straripante capacità di amare, bruciando la paura della morte – contribuiscono a fare di questo esordio letterario un piccolo fenomeno di culto.
Nel 2007 pubblica il secondo libro, E lasciamole cadere queste stelle, una raccolta di profili al femminile, pensati e scritti dal punto di vista della «terra più distante»: sono gli stati d'animo delle donne che compongono l'intenso «femminario» di Timi. Attraverso i volti, i ritratti, le storie di caduta e rinascita delle «stelle» incontrate, conosciute o solo immaginate, l'autore ripensa il rapporto con la sofferenza e con l'amore, sentimento puro e assoluto che «non ci fa né maschi né femmine ma bambini», e «dipinge un inno poetico alla natura femmina».
Al centro dei suoi racconti si erge dunque, in tutta la sua indecifrabile bellezza, il mistero della «donna-angelo, che si frantuma in una miriade di volti, di voci e di corpi che risultano… inconoscibili nella loro pienezza», ma che riescono sempre a «luccicare di cielo», anche quando sembrano restare a terra per sempre, quando «perdono la vita che avevano comunque nel cuore». Del 2008 è il terzo libro, Peggio che diventare famoso, che segue la lavorazione del film Come Dio comanda.
L'esperienza del set cinematografico diretto dal regista Gabriele Salvatores, la sfida rappresentata dall'asprezza degli ambienti di posa (l'inverno in Friuli) e dall'immedesimazione in un personaggio complesso e profondo come quello di Rino Zena, sono il pretesto narrativo su cui si innestano riflessioni intorno all'idea di cinema, ma anche ricognizioni, dense di paradossale umorismo, e ritorni (ancora Filo e Perugia) nel mondo dell'adolescenza, sfondo ideale per descrivere, con marcata autoironia, l'impatto difficile e surreale con la celebrità e con il divismo.
È in fase di lavorazione il nuovo romanzo. Nel corso del 2010 ne sono stati presentati due estratti in occasione di importanti festival letterari: Com'è amara a volte la dolcezza, recitato al Festival Internazionale Letterature di Roma, e Neve, proposto al pubblico di Officina Italia, appuntamento culturale milanese.
Nel 2011 il suo contributo Fra le bestie, l'uomo è la più feroce viene pubblicato nella raccolta Io manifesto per la libertà: 25 poster e 25 storie raccontano 50 anni di Amnesty International.
Nel 2012 scrive - assieme a Pupi Avati, Sergio Castellitto e Claudia Gerini - la presentazione del libro Pronto soccorso cinematografico per cuori infranti. 70 film per scoprire quanto il cinema faccia bene, anche all'amore di Manlio Castagna .
Nel 2013 l'editore Roses in the Air pubblica gli ebook in formato EPUB Il Don Giovanni, Favola e Amleto², testi degli omonimi spettacoli teatrali scritti, diretti e interpretati da Filippo Timi.
Da maggio 2007 fino a dicembre 2010 Filippo Timi firma la rubrica mensile La fiera del cinghiale per l'edizione italiana della rivista Rolling Stone; da gennaio 2011 la collaborazione prosegue con la rubrica Cielo! Mi manca, che dal marzo 2012 diventa Cattive Filo/sofie.

### Regia
Nel 1999, con la compagnia teatrale Bobby Kent & Margot, assieme a Federica Santoro, cura la regia di Medea e di F. di O., spettacolo ispirato alla figura di san Francesco, entrambi prodotti dalla compagnia teatrale di Giorgio Barberio Corsetti. Nel 2000 gira il cortometraggio Atomique. Les trois portes, che presenta al Bellaria Film Festival.
Nel 2003 dirige e interpreta con Federica Santoro The age of consent, versione italiana del doppio monologo del commediografo americano Peter Morris. Nel 2004 è regista della videopoesia in volgare perugino, da lui scritta e interpretata, O mae si tu me vedesse 'l core.
Nel 2007 è regista dello sceneggiato radiofonico per RAI Radio 2, Mister Love non crede all'oroscopo. Nel 2009 è alla regia dello spettacolo teatrale Il popolo non ha il pane? Diamogli le brioche, da lui scritto  – assieme a Stefania De Santis –, diretto e interpretato.
Nel 2011 scrive, dirige e interpreta Favola. C'era una volta una bambina, e dico c'era perché ora non c'è più e Giuliett'e Romeo. M'engolfi 'l core, amore.
Nel 2013 scrive, dirige e interpreta Il Don Giovanni: vivere è un abuso, mai un diritto.
Nel 2014 scrive, dirige e interpreta Skianto.

### Sceneggiature
Con Tonino De Bernardi scrive la sceneggiatura di alcuni film: nel 2000 Rosatigre e Ofelia lontana; nel 2001 Fare la vita. Nel 2010 collabora con Saverio Costanzo alla sceneggiatura del film La solitudine dei numeri primi.

### Televisione e radio
Nel 2007 è stato ospite del programma di RAI Radio 3 Fahrenheit per presentare il libro E lasciamole cadere queste stelle, e nel 2009 per presentare Peggio che diventare famoso. Nello stesso anno è stato autore e regista dello sceneggiato radiofonico, andato in onda su Rai Radio 2, Mister Love non crede all'oroscopo.
Nel 2009 ha condotto, assieme al giornalista e critico Dario Zonta, alcune puntate della trasmissione radio di Rai Radio 3 Hollywood Party. Nel 2010 ha curato per Il Teatro di Radio 3 la "mise en espace" dello spettacolo Il popolo non ha il pane? Diamogli le brioche, preceduta dal commento del critico cinematografico e teatrale italiano Goffredo Fofi. Sempre per lo stesso programma, nel 2011 ha presentato la riduzione radiofonica dei primi due atti dello spettacolo Favola. C'era una volta una bambina, e dico c'era perché ora non c'è più.
Ancora nel 2010 partecipa all'episodio La qualità non basta della terza stagione di Boris ed è ospite fisso della trasmissione di LA7 Crozza Alive, in cui interpreta vari personaggi, tra i quali il travestito Mimouche e la parodia del Trota (Renzo Bossi, figlio di Umberto) nella parodia della saga della Padania Excalidür.
Nel 2013 entra nel cast della serie I delitti del BarLume nei panni del barista Massimo Viviani, tratta dai libri di Marco Malvaldi. Per il lancio della serie diventa anche testimonial di Restart, una nuova funzione di My Sky. Nel medesimo periodo ha partecipato anche ai documentari di Sky Arte Essere Giuseppe Verdi e Fabio Mauri. Ritratto a luce solida.
A marzo del 2014 interpreta il monologo della campagna pubblicitaria italiana della Toyota dedicata alla sua produzione automobilistica ibrida. A settembre, invece, è protagonista della serie TV Il candidato - Zucca presidente, in onda su Rai 3 dopo Ballarò.
Il suo primo one man show televisivo risale al 2016, quando su Nove esordisce Tadà, un mini-programma dalla durata di soli cinque minuti finalizzato ad omaggiare gli anni '60 tramite sketch e canzoni celebri di quel periodo. Hanno partecipato alla trasmissione in qualità di house band i Calibro 35 e ospiti d'onore come Elio, Marco Mengoni, Nina Zilli e Malika Ayane. 
Nel 2020 ha presentato su Rai 3 Skianto due serate evento derivate dall'omonimo spettacolo teatrale del 2014. Il programma, un tributo ai grandi spettacoli come Fantastico o il Festival di Sanremo, ha visto sfilare sul palco personaggi come Raphael Gualazzi, Petra Magoni, Mario Biondi, Fabio Frizzi, Simona Molinari, Pippo Baudo, Alba Parietti e Ornella Vanoni. È l'interprete principale della serie Dostoevskij (miniserie televisiva) dei fratelli Damiano e Fabio D'Innocenzo.

### Musica
Nel 2000 collabora con il musicista Marco Marcuzzi (Marcus Jr) alla colonna sonora del film Rosatigre di Tonino De Bernardi. Nel 2009 interpreta un medley con Fabrizio Bosso, registrato alla Casa del Jazz di Roma, e nel 2010 collabora al cd Parole Note, realizzato da Maurizio Rossato, con la lettura della poesia Por Osmar di Alejandro Jodorowsky.
Nel 2010 è testimonial dell'evento Demetrio Stratos, la voce e il sogno presso l'Aula Magna dell'Università per stranieri di Perugia, assieme al pianista e compositore Patrizio Fariselli del gruppo musicale italiano Area, al giornalista Luca Frazzi della rivista italiana Rumore e all'ideatore dell'evento Giuseppe Sterparelli dell'Alive Music Festival. Nel 2012 è stato giudice speciale della finale di MTV Spit, il programma sulla musica rap condotto da Marracash.
Sempre nel 2012 partecipa anche al secondo volume del cd Parole Note, nuovo dialogo tra musica e poesia, ideato ancora Maurizio Rossato (regista radiofonico di Radio Deejay), con la lettura del componimento di Cesare Pavese Verrà la morte e avrà i tuoi occhi.

## Letture e autori di riferimento
Tra i riconoscimenti ricevuti da Filippo Timi fuori del mondo teatrale e cinematografico spicca quello assegnato nel 2010 dalla rivista Lo Straniero, diretta da Goffredo Fofi, proprio perché nell'indicarlo come «nome di punta del sistema culturale e spettacolare italiano» testimonia la profondità della proposta artistica dell'attore e autore perugino, oltre che la sua personale predilezione per la ricerca e l'approfondimento di carattere filosofico. Il premio annovera nell'Albo d'oro, tra gli altri, il regista Giorgio Diritti e il pensatore Giorgio Agamben.
E proprio del filosofo italiano, autore di Che cos'è il contemporaneo?, Filippo Timi è un lettore attento, essendo convinto assertore, secondo la lezione di Carmelo Bene, del connubio tra teatro e filosofia.
I suoi autori di riferimento sono principalmente Gilles Deleuze (specie nell'indagine estetica condotta sulla figura di Francis Bacon e sull'arte in Logica della sensazione), Jean-Luc Nancy, Paul Virilio, Michel Foucault, Georges Bataille, Ludwig Wittgenstein, Jean Cocteau, Emmanuel Lévinas, Jacques Lacan ma anche Pier Paolo Pasolini, Vladimir Vladimirovič Majakovskij, Demetrio Stratos (per la sperimentazione vocale).
Per la drammaturgia un punto di riferimento importante è il teatro integrale di Antonin Artaud, soprattutto nella rilettura fatta da Carmelo Bene che resta l'unico, riconosciuto, maestro: un «rivoluzionario dell'arte».

## Premi e riconoscimenti
Nel 2000 ha ricevuto il 2º premio al Bellaria Film Festival con il cortometraggio Atomique. Les trois portes da lui diretto e interpretato assieme a Tonino De Bernardi. Nel 2004 ha vinto il Premio Ubu come miglior attore under 30 per le interpretazioni di alcuni tra i suoi primi importanti lavori teatrali, fra cui Metafisco cabaret. Nel 2005 ha ricevuto il Premio della Critica teatrale, promosso dall'ANCT (Associazione Nazionale Critici di Teatro), che «segnala gli artisti […] capaci di indicare una linea di originale rinnovamento nella vita teatrale del nostro Paese».
Nel 2007 ha ricevuto la menzione speciale come miglior attore protagonista all'Overlook International Short Film Festival – festival internazionale di cortometraggi, documentari e animazione  – e al Genova Film Festival per il cortometraggio Homo homini lupus di Matteo Rovere. Sempre nel 2007 ha ricevuto il premio FICE (Federazione italiana cinema d'Essai) come «miglior interprete d'essai dell'anno».
Nel 2008 ha ricevuto il premio Linea d'Ombra, assegnato dal Festival delle Culture giovani a «giovani attori che dimostrano di possedere talento e capacità, di saper orientare le proprie scelte in modo oculato, perseguendo un progetto artistico intelligente e coraggioso». Nel 2009 ha ricevuto il premio Francesco Pasinetti, assegnato dal Sindacato nazionale giornalisti cinematografici italiani (SNGCI), come miglior attore per la sua interpretazione nel film La doppia ora di Giuseppe Capotondi, e il premio Silver Hugo al 45th Chicago International Film Festival come miglior attore per Vincere di Marco Bellocchio, la nomination come migliore attore protagonista ai Nastri d'argento per i film Vincere e Come Dio comanda di Gabriele Salvatores, e la nomination all'European Film Awards come miglior attore europeo sempre per Vincere.
Ancora nel 2009 ha ricevuto il premio The Most Beautiful Hollywood face, nell'ambito dei Martini Première Award, riconoscimento destinato «all'attore italiano in grado di competere con le star di Hollywood», e il premio Kineo Diamanti al Cinema italiano come miglior attore protagonista per il film Vincere. Nel 2010, sempre per Vincere ottiene la candidatura al David di Donatello nella categoria di miglior attore protagonista, e riceve il premio Golden Graal come miglior attore drammatico di cinema per i film La doppia ora di Giuseppe Capotondi e Vincere di Marco Bellocchio.
Sempre nel 2010 ha ricevuto il premio Premio Hystrio – Teatro Festival Mantova come «personaggio spettacolare a tutto tondo», e il premio Lo Straniero assegnato dall'omonima rivista diretta da Goffredo Fofi, come «nome di punta del sistema culturale e spettacolare italiano». Nel 2010 si aggiudica anche il premio cinematografico (correlato al concorso letterario) Giacomo Casanova-Cavaliere di Seingalt, titolo assegnato a un uomo che, come il celebre letterato seduttore veneziano del '700, «per poliedricità, eccellente cultura, flessibile arte di vivere, rappresenti l'ideale di uomo elegante del nostro tempo, meritando la stima del mondo femminile».
La città di Perugia, sempre nel 2010, lo iscrive all'Albo d'Oro, onorificenza riservata ai cittadini che si sono distinti in vari settori culturali. Ed è ancora la sua terra a rendergli omaggio, consegnandogli nel gennaio 2011 il primo Etrusco d'Oro 2010, assegnato dall'associazione perugina Pro Ponte a un «personaggio dell'Etruria che si è distinto in ambito nazionale», e a novembre dello stesso anno il Premio alla cultura dell'Accademia del Dónca, poiché «ha saputo egregiamente declinare una sentita appartenenza alla peruginità nelle molteplici forme della comunicazione, della cultura, della letteratura e dello spettacolo».
Nel 2011 riceve, alla sua prima edizione, il Premium Cinema Talent, riconoscimento che il canale Cinema di Mediaset Premium ha deciso di assegnare a un attore o a una attrice che abbiano espresso particolare talento nel cinema, in teatro e in televisione, «per le particolari doti di eclettismo e poliedricità ampiamente dimostrate».
Nel 2014 una giuria presieduta dalla regista Catherine Corsini, composta dalle attrici Maria de Medeiros ed Elisa Lasowski, dalla sceneggiatrice Anne-Louise Trividic, dal regista Nadir Moknèche e dall'attore Bruno Todeschini, gli assegna a il Premio Jean Carmet come miglior Interprete per I corpi estranei al Festival Premiers Plans d'Angers.

### European Film Awards
- 2009 - Candidatura come miglior attore per Vincere

### David di Donatello
- 2010 - Candidatura come miglior attore protagonista per Vincere
- 2023 - Candidatura come miglior attore non protagonista per Le otto montagne

### Nastro d'argento
- 2007 - Candidatura come miglior attore non protagonista per In memoria di me
- 2009 - Candidatura come miglior attore protagonista per Vincere e Come Dio comanda
- 2013 - Candidatura come miglior attore non protagonista per Un castello in Italia (Un château en Italie)
- 2022 - Migliore attore in un film commedia per Il filo invisibile[91]

### Nastri d'argento - Grandi Serie
- Dostoevskij - Migliore attore protagonista per Dostoevskij

### Globo d'oro
- 2011 - Candidatura come miglior sceneggiatura per La solitudine dei numeri primi
- 2014 - Miglior attore per I corpi estranei

### Premio Ubu
- 2004 - Miglior attore under 30

### Premio Lo Straniero
- 2010 - Premiato come «nome di punta del sistema culturale e spettacolare italiano»

### Mostra internazionale d'arte cinematografica di Venezia
- 2009 - Premio Pasinetti come miglior protagonista maschile per La doppia ora
- 2011 - Premium Cinema Talent Award

## Vita privata
Nel 2016 si è sposato a New York con l'artista e scrittore Sebastiano Mauri. Nel 2022 afferma in un'intervista di aver divorziato.

## Teatro
- Paolo di Tarso, liberamente tratto da Pier Paolo Pasolini, regia di Dario Marconcini e Paolo Billi (1994)
- Fuoco centrale, di Cesare Ronconi e Marangiela Gualtieri, regia di Cesare Ronconi (1995)
- Ero bellissimo, avevo le ali, scritto e diretto da Cesare Ronconi (1996)
- G.A. story, di Luigi Settembrini, regia di Robert Wilson (1996)
- La rabbia, studio preparatorio condotto da Pippo Delbono liberamente ispirato da Pier Paolo Pasolini (1996)
- La nascita della tragedia. Un notturno, con Franco Citti e Walter Leonardi, scritto e diretto da Giorgio Barberio Corsetti (1996)
- Miraggi corsari. Dedicato a Pier Paolo Pasolini, regia di Claudio Collovà (1997)
- Il risveglio. Appunti per una mitologia contemporanea, laboratorio teatrale di Giorgio Barberio Corsetti (1997)
- Il processo, di Franz Kafka, con Walter Leonardi, regia di Giorgio Barberio Corsetti (1998)
- Notte, regia di Giorgio Barberio Corsetti (1998)
- Medea, di Daria Panettieri, con la compagnia di Giorgio Barberio Corsetti, regia di Filippo Timi e Federica Santoro (1999)
- F. di O., con Federica Santoro e la compagnia di Giorgio Barberio Corsetti, scritto e diretto da Filippo Timi (1999)
- La tempesta, di William Shakespeare, con Fabrizio Bentivoglio, Silvio Orlando e Margherita Buy, regia di Giorgio Barberio Corsetti (1999)
- Graal, di Edoardo Albinati e Giorgio Barberio Corsetti, liberamente tratto da Chrétien de Troyes e Wolfram von Eschenbach, con Nicola Rignanese, regia di Giorgio Barberio Corsetti (2000)
- Woyzeck, di Georg Büchner, con Lucia Mascino, regia di Giorgio Barberio Corsetti (2001)
- Il gabbiano, di Anton Čechov, con la compagnia di Giorgio Barberio Corsetti, regia di Anton Milenin (2001)
- East, di Steven Berkoff, regia di Paola Rota e Massimo Giovara (2001)
- Sogno di una notte di mezza estate, di William Shakespeare, regia di Elio De Capitani (2002)
- Le metamorfosi, di Ovidio, regia di Giorgio Barberio Corsetti (2002)
- Nella solitudine dei campi di cotone, di Bernard-Marie Kòltes, regia di Anton Milenin (2002)
- Polaroid molto esplicite, di Mark Ravenhill, diretto e interpretato da Elio De Capitani (2002)
- The age of consent, scritto e diretto da Filippo Timi e Federica Santoro (2003)
- La morte di Danton, di Georg Büchner, con Fabrizia Sacchi, regia di Aleksandr Popowski (2003)
- Metafisico cabaret, con Lucia Mascino, scritto e diretto da Giorgio Barberio Corsetti (2004)
- Paradiso, di Edoardo Albinati, con Lucia Mascino e Fortunato Cerlino, regia di Giorgio Barberio Corsetti (2004)
- I cosmonauti russi, di Marco Lodoli, con Enrico Rava, Gianmaria Testa, Laura Betti, Rokia Traoré e Maria Pia De Vito, regia di Laurent Pelli (2005)
- Le Argonautiche, di Apollonio Rodio, regia di Giorgio Barberio Corsetti (2005)
- La vita bestia, di Filippo Timi ed Edoardo Albinati, regia di Giorgio Barberio Corsetti (2006)
- Il colore bianco, di Giorgio Barberio Corsetti, Fatou Traoré ed Edoardo Albinati, con Fortunato Cerlino e Peppino Mazzotta, regia di Giorgio Barberio Corsetti (2006)
- Casa, scritto e diretto da Filippo Timi, Giacomo Strada e Silvano Voltolina (2008)
- Il popolo non ha il pane? Diamogli le brioche, di Filippo Timi e Stefania De Santis, con Lucia Mascino e Marina Rocco, regia di Filippo Timi (2009)
- Favola. C'era una volta una bambina, e dico c'era perché ora non c'è più, di Filippo Timi, con Lucia Mascino, regia di Filippo Timi (2011)
- Giuliett'e Romeo. M'engolfi 'l core, amore (ovvero Storia di due innamorati in volgare perugino), liberamente tratto da William Shakespeare, adattamento e regia di Filippo Timi (2011)
- Amleto², liberamente tratto da William Shakespeare, con Lucia Mascino, Elena Lietti e Marina Rocco, regia di Filippo Timi (2012)
- Il Don Giovanni: vivere è un abuso, mai un diritto, liberamente tratto da Molière, con Lucia Mascino, Elena Lietti e Marina Rocco, regia di Filippo Timi (2013)
- Skianto, scritto e diretto da Filippo Timi (2014-2019)[94]
- La sirenetta. Per la riqualificazione del Centro Balneare Caimi, liberamente tratto da Hans Christian Andersen, con Marina Rocco e Lucia Mascino, scritto e diretto da Filippo Timi (2014)
- Una casa di bambola, di Henrik Ibsen, con Marina Rocco, regia di Andrée Ruth Shammah (2015/16)
- Un cuore di vetro in inverno, con Marina Rocco ed Elena Lietti, scritto e diretto da Filippo Timi (2018/19)
- Passeggiata di salute, di Nicolas Bedos, con Lucia Mascino, regia di Giuseppe Piccioni (2020-2023)
- L’uomo invisibile - Mrs. Fairytale. Non si torna indietro dalla felicità, scritto e diretto da Filippo Timi (2021/2022)
- Scopate sentimentali, tratto da Pier Paolo Pasolini, scritto e diretto da Filippo Timi, musiche di Rodrigo D'Erasmo (dal 2023)
- Marylin, tratto dall’omonimo libro, scritto e diretto da Filippo Timi, con Lorenzo Parrotto, Matteo Prosperi e Gianluca Vesce (2023)
- Non sarò mai Elvis Presley, di e con Filippo Timi (2025)

## Filmografia

### Attore

#### Cinema
- In principio erano le mutande, regia di Anna Negri (1999)
- Appassionate, regia di Tonino De Bernardi (1999)
- Rosatigre, regia di Tonino De Bernardi (2000)
- Ofelia lontana, regia di Tonino De Bernardi (2000)
- Fare la vita, regia di Tonino De Bernardi (2001)
- 500!, regia di Giovanni Robbiano, Lorenzo Vignolo e Matteo Zingirian (2001)
- Aprimi il cuore, regia di Giada Colagrande (2002)
- La strada nel bosco, regia di Tonino De Bernardi (2002)
- Marlene de Sousa, regia di Tonino De Bernardi (2004)
- Onde, regia di Francesco Fei (2005)
- Transe, regia di Teresa Villaverde (2006)
- L'eredità di Caino, regia di Luca Acito e Sebastiano Montresor (2006)
- In memoria di me, regia di Saverio Costanzo (2007)
- Saturno contro, regia di Ferzan Özpetek (2007)
- Signorina Effe, regia di Wilma Labate (2007)
- I demoni di San Pietroburgo, regia di Giuliano Montaldo (2008)
- Come Dio comanda, regia di Gabriele Salvatores (2008)
- Vincere, regia di Marco Bellocchio (2009)
- La doppia ora, regia di Giuseppe Capotondi (2009)
- The American, regia di Anton Corbijn (2010)
- La solitudine dei numeri primi, regia di Saverio Costanzo (2010)
- Vallanzasca - Gli angeli del male, regia di Michele Placido (2010)
- Quando la notte, regia di Cristina Comencini (2011)
- Ruggine, regia di Daniele Gaglianone (2011)
- Missione di pace, regia di Francesco Lagi (2011)
- Piazza Garibaldi, regia di Davide Ferrario (2011)
- Italian Movies, regia di Matteo Pellegrini (2011)
- Com'è bello far l'amore, regia di Fausto Brizzi (2012)
- Asterix & Obelix al servizio di Sua Maestà (Astérix et Obélix: Au service de Sa Majesté), regia di Laurent Tirard (2012)
- Un castello in Italia (Un château en Italie), regia di Valeria Bruni Tedeschi (2013)
- Come il vento, regia di Marco Simon Puccioni (2013)
- I corpi estranei, regia di Mirko Locatelli (2014)
- Sangue del mio sangue, regia di Marco Bellocchio (2015)
- Questi giorni, regia di Giuseppe Piccioni (2016)
- Segantini - Ritorno alla Natura, regia di Francesco Fei (2016)
- Icaros: A Vision, regia di Leonor Caraballo e Matteo Norzi (2016)
- L'Indomptée, regia di Caroline Deruas (2016)
- Favola, regia di Sebastiano Mauri (2017)
- La controfigura, regia di Rä Di Martino (2017)
- Il filo invisibile, regia di Marco Simon Puccioni (2022)
- Rapiniamo il duce, regia di Renato De Maria (2022)
- Il principe di Roma, regia di Edoardo Falcone (2022)
- Le otto montagne, regia di Felix Van Groeningen e Charlotte Vandermeersch (2022)
- Rapito, regia di Marco Bellocchio (2023)
- Mi fanno male i capelli, regia di Roberta Torre (2023)

#### Televisione
- L’altra donna, regia di Anna Negri - film TV (2002)
- Boris - sit-com, episodio 3x03 (2010)
- I delitti del BarLume - serie TV (dal 2013)
- Il candidato – serie TV (2014-2015)
- Dostoevskij, regia di Damiano e Fabio D'Innocenzo – miniserie TV (2024)

#### Cortometraggi
- Filipput e la musica, regia di Lamberto Maggi e Ivana Mancini (1984)
- Ottarde, regia di Giacomo Oliva, Lorenzo Feligioni, Pietro Zanchi, Sara Lanzi (1995)
- Il tocco degli angeli, regia di Katia Assuntini (1998)
- Virtus F.C., regia di Roberto Costantini e Luca Labarile (1998)
- Atomique. Les trois portes, regia di Filippo Timi (2000)
- Esile rosa tu, regia di Filippo Timi (2001)
- Camera 207, regia di Riccardo Giudici (2003)
- La camera, regia di Rä Di Martino (2006)
- Homo Homini Lupus, regia di Matteo Rovere (2006)
- Immota manent, regia di Gianfranco Pannone (2010)
- Preghiera della sera (Diario di una passeggiata), regia di Giuseppe Piccioni (2021)

#### Videoclip
- Ti muovi di Antonio Diodato, regia di Giorgio Testi e Filippo Ferraresi (2024)

### Regista
- Atomique. Les trois portes (2000)
- Esile rosa tu (2001)

### Sceneggiatore

#### Cinema
- Rosatigre, regia di Tonino De Bernardi (2000)
- Fare la vita, regia di Tonino De Bernardi (2001)
- La solitudine dei numeri primi, regia di Saverio Costanzo (2010)
- Favola, regia di Sebastiano Mauri (2017)

#### Cortometraggi
- Atomique. Les trois portes, regia di Filippo Timi (2000)
- Esile rosa tu, regia di Filippo Timi (2001)

### Compositore
- Fare la vita, regia di Tonino De Bernardi (2001)

### Costumista
- Rosatigre, regia di Tonino De Bernardi (2000)

## Doppiaggio
- Manny ne L'era glaciale 4 - Continenti alla deriva, L'era glaciale - La grande caccia alle uova, e L'era glaciale - In rotta di collisione
- Tom Hardy ne Il cavaliere oscuro - Il ritorno
- Il padre di Malala in Malala

## Opere

### Libri
- Tutt'al più muoio, con Edoardo Albinati, Fandango Libri, 2006, ISBN 978-88-6044-009-9 poi 2008 ISBN 978-88-6044-038-9
- E lasciamole cadere queste stelle, Fandango Libri, 2007, ISBN 978-88-6044-024-2 poi 2010 ISBN 978-88-6044-103-4
- Peggio che diventare famoso. I baci sono veri al cinema? No, sono più che veri...sono impazziti, 2008, Garzanti, ISBN 978-88-11-67024-7 poi 2011 ISBN 978-88-11-69442-7)
- 'L core de la mi mamma, Zoccoli duri sopr la mi' testa, La Regina d’Inghilterra, Shopping, E chi l’avrebbe mai detto, Don Annibale e Minabum in Racconti Perugini, a cura di Fabrizio Bandini e Fabio Castellani, Midgard Editrice, 2009, ISBN 978-88-95708-56-0
- Fra le bestie, l'uomo è la più feroce in Io manifesto per la libertà: 25 poster e 25 storie raccontano 50 anni di Amnesty International, a cura di Amnesty International Italia, Fandango Libri, 2011, ISBN 978-88-6044-198-0
- "Prefazione" a Pronto soccorso cinematografico per cuori infranti. 70 film per scoprire quanto il cinema faccia bene, anche all'amore di Manlio Castagna, Il Punto d'Incontro, 2012, ISBN 978-88-8093-877-4
- "Prefazione" a Ho sognato di vivere! Poesie giovanili, di Carmelo Bene, a cura di Stefano De Mattia, Bompiani, 2021, ISBN 978-88-58786-7-1-0
- Marilyn, Feltrinelli, 2023, ISBN 978-88-07-03562-3.

### Ebook

#### Il diavolo, il sesso, la morte. Trilogia teatrale.
- Il Don Giovanni. Vivere è un abuso, mai un diritto, Roses in the Air, 2013, Ebook EPUB, ISBN 978-88-908501-0-3
- Favola. C'era una volta una bambina, e dico c'era perché ora non c'è più, Roses in the Air, 2013, Ebook EPUB, ISBN 978-88-908501-1-0
- Amleto 2. Il popolo non ha il pane? Diamogli le brioche, Roses in the Air, 2013, Ebook EPUB, ISBN 978-88-908501-2-7

#### Altri
- Skianto, Roses in the Air, 2014, Ebook EPUB, ISBN 978-88-90850-1-3-4

## Progetto Filippo Timi
Le Biblioteche comunali di Perugia da settembre 2009 hanno avviato il Progetto Filippo Timi, finalizzato alla costituzione per motivi di studio e ricerca dell'archivio cartaceo e multimediale della produzione artistica e del background culturale dell'attore, scrittore e regista perugino.
Nel corso della giornata di presentazione del progetto al pubblico, il 24 luglio 2010, Filippo Timi ha recitato una riduzione in volgare perugino della prima parte della poesia La nuvola in calzoni di Vladimir Vladimirovič Majakovskij.